# Moan (popgroep)
Moan was een popgroep uit Arnhem, in 1964 opgericht door Erlend Josephy, aanvankelijk opererend onder de naam The Moans.

## Geschiedenis
De groep werd in september 1964 opgericht als The Moans, vernoemd naar het nummer 'Moanin' van hard-bop drummer Art Blakey. Twee jaar lang had de band veel succes in de regio Arnhem en in Duitsland, waar veel werd opgetreden. The Moans gingen in 1967 verder als Moan. Alle muzikanten van het eerste uur, met uitzondering van gitarist Alfons Haket, waren toen al vertrokken. Hoewel Moan(s) geen grote hits had, speelden er bekende muzikanten in mee, zoals Herman Brood, Arnie Treffers, Jaap van Eik, Jaap Dekker en, zij het kort, Jan Rietman. Als The Moans speelden zij vooral beat, later, onder de ingekorte naam Moan, verschoof de stijl meer naar rhythm-and-blues. Bij hun liveoptredens in Duitsland traden zij voor de pauze op als Moan en na de pauze als The Shakers met ruige rock-'n-roll. Dit was zo succesvol dat ze hun naam definitief wijzigden in Long Tall Ernie and the Shakers.
Hun eerste single Flowers Everywhere werd geschreven door Harry Rijnbergen van de Groningse beatgroep Ro-d-Ys, die het zelf ook als demo opnam.

## Bandleden
- Herman Brood (toetsen en zang)
- Jaap van Eik (basgitaar)
- Alan Macfarlane (drums)
- Erlend Josephy (gitaar)
- Alfons Haket (gitaar)
- Sjoerd van der Duim (zang)

### Overige leden
- Hans Brinkhuis (toetsen)
- Marjo Schenk (zang)
- Arnie Treffers (zang)
- Jaap Dekker (piano)
- Willem Hubers (drums)
- Gerth van Roden (sologitaar)
- Cees van Dijk (drums)
- Rob van Wageningh (toetsen)
- Rein Muntinga (drums)
- Jan Rietman (toetsen)
- Nick van Everdingen (basgitaar)
- Harry de Wit (toetsen)
- Max Aust (drums)
- Karel Kaayk (gitaar)

## Discografie (singles)
- Flowers Everywhere/Every Day Is Just The Same (1967 op Philips JF 333895)
- Chocolate Sue/Drinking Too Much Beer (1968 op Philips JF 33603)
- Health Of Freedom/Won't You Love Me (1971 op Polydor 205007)
- Ruby/A Servant's Dream (1971 op Polydor 2050120)

De eerste twee singles, zowel de A- als de B-kanten, werden in 2003 heruitgebracht op de cd-box Nederbeat 1963-1969 - Nuggets Vol.2 (Hunter HM 14452).
Health of freedom werd in 2008 heruitgebracht op de cd-box 50 Jaar Nederpop Rare & Obscure (Universal 1785157)

## Trivia
Moan playbackte als begeleidingsband in het nummer Het zal je kind maar wezen in de televisieserie 't Schaep met de 5 pooten.